# Opactwo Cystersów w Wąchocku

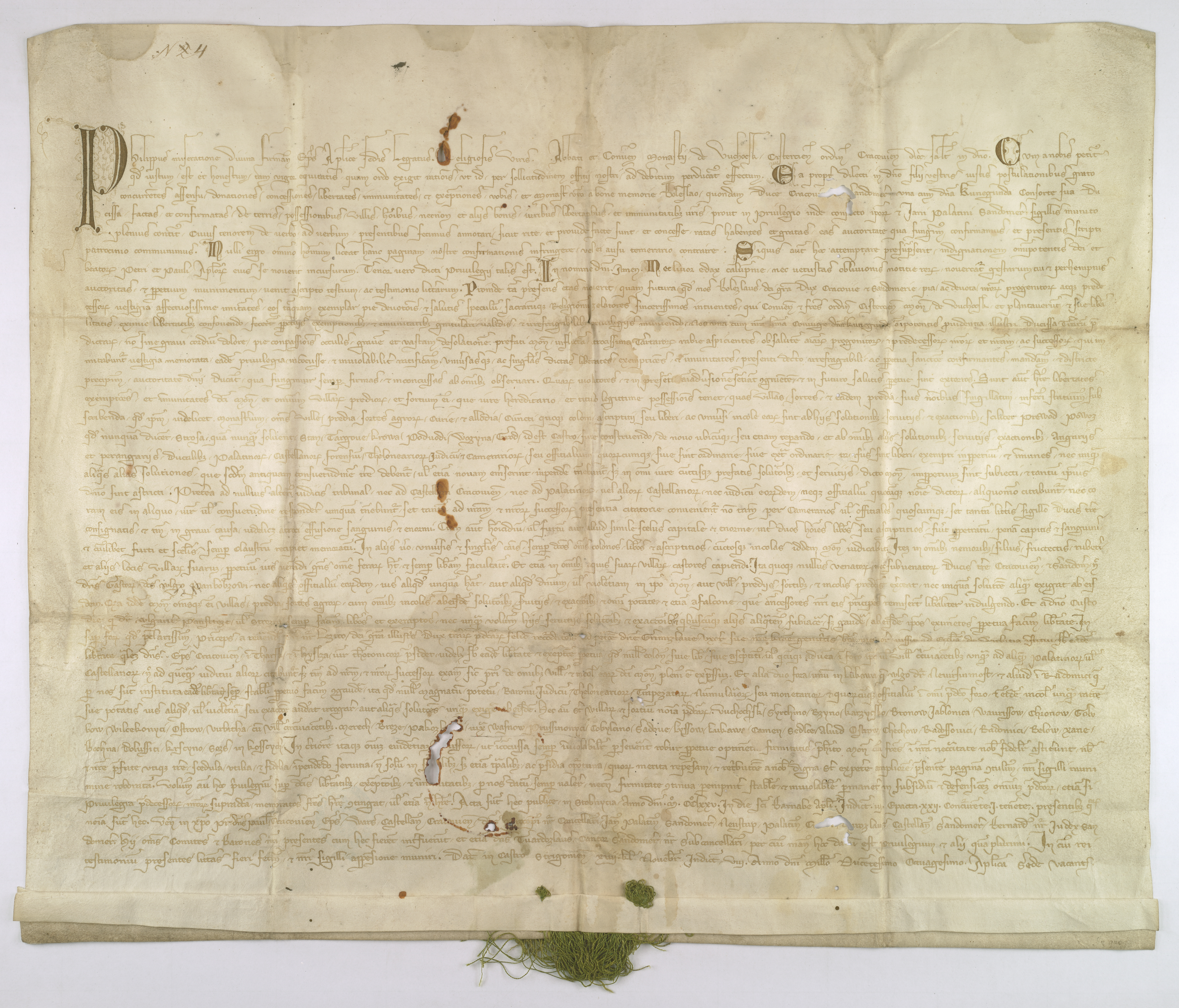
Filip, bp Fermo i legat papieski, powtarzając potwierdza przywilej Bolesława, ks. krakowskiego i sandomierskiego, dla klasztoru cystersów w Wąchocku, 19 października 1280 roku

Opactwo Cystersów w Wąchocku – znajdujące się w Wąchocku opactwo cystersów ufundowane w 1179 roku przez biskupa krakowskiego Gedeona. Opactwo powstało jako filia opactwa Morimond. Mnisi przybyli do Wąchocka w 1179 roku z legendarnym opatem – bratem Haymo.

## Historia opactwa
Opactwo ufundowano w 1179 roku. W 1218 roku papież Honoriusz III wydał bullę protekcyjną dla opactwa. Opactwo szybko się bogaciło na skutek gospodarczo-przemysłowej działalności klasztoru.
W XIII wieku klasztor trzykrotnie najechali Mongołowie (w 1260 i 1289), rabując i zabijając braci, a także paląc zabudowę. Bolesław Wstydliwy po zniszczeniach w 1260 r. nadał opactwu nowe dobra i sprowadził z Morimondu nowych cystersów. Biskup krakowski Paweł z Przemankowa ok. 1270 r. konsekrował odbudowany kościół klasztorny.
Pod koniec XV wieku opat Jan Klecisz podwyższył szczyty kościoła i pokrył nowym dachem. W XVI wieku były wprowadzane zmiany przez kolejnych opatów w wystroju kościoła. Wyposażono kościół w dodatkowe, renesansowe ołtarze ozdobione obrazami, ustawiono także renesansowe stalle i organy. W latach 1636–43 po pożarze została przeprowadzona gruntowna przebudowa klasztoru. Klasztor zachował obowiązek udzielania stacji.
W 1656 roku, podczas potopu szwedzkiego i najazdu Siedmiogrodzian księcia Jerzego Rakoczego, kościół został zniszczony. W latach 1656–59 cystersi podjęli ponowną renowację świątyni i klasztoru.
Mocą zawartego ze Stolicą Apostolską konkordatu wschowskiego w 1737 roku królowie Polski mieli prawo mianować tutaj opatów komendatoryjnych.
Ok. 1750 roku po otynkowaniu wewnętrznych ścian kościoła ozdobiono je freskami Radwańskiego. Prace snycerko-stolarskie przed rokiem 1740 prowadził warsztat Antoniego Frączkiewicza, nawiązującego do sztuki Baltazara Fontany. Rzeźby do ołtarzy i ambony wykonał mistrz krakowski Wojciech Rojowski. Do nawy północnej dobudowano kaplicę bł. Wincentego Kadłubka.
W 1819 roku, na mocy bulli „Ex imposita Nobis” papieża Piusa VII, zgodnie z dekretem prymasa Franciszka Skarbka-Malczewskiego, Komisja Rządowa Wyznań Religijnych i Oświecenia Publicznego pod przewodnictwem Stanisława Kostki Potockiego i Stanisława Staszica dokonała kasaty opactwa, a cystersi zmuszeni byli opuścić klasztor, który został opieczętowany i zamknięty. Zakonnicy powrócili do klasztoru dopiero w 1951 roku. W międzyczasie kościół klasztorny zaczął pełnić funkcję kościoła parafialnego w miejsce nieistniejącego obecnie kościoła św. Elżbiety.

### Dobra klasztorne
W ostatniej ćwierci XVI wieku Opactwo Cystersów posiadało w województwie sandomierskim następujące dobra ziemskie:

Powiat radomski: Bzin, Chronów Mniszy, Gadka, Grzybowa Góra, Jabłonica Mnisza, Jagodno, Krupa młyn, Laskowa
Wola, Lipowe Pole, Łączany, Mierc, Modrzewice, Mniszek, Osiny, Pomorzany, Polany, Rogowa, Rzeczków, Wierzbica
miasto, Skarżysko, Suliska, Świerczek, Trębowiec, Wawrzyszów, Zalesice.
Powiat sandomierski: Kamień, Krzyżowa Wola, Lisów, Łukawa, Ostrów, Pękosławice, Ruda Bzin kuźnica, Ruda
Marcinkowska kuźnica, Ruda Siekliny kuźnica, Ruda Starzechowska kuźnica, Ruda Wierzbnik kuźnica, Świątniki, Wąchocko
miasto, Waśniów miasto, Wielawieś, część wsi Prusinowice.
Powiat chęciński: Marzysz, Radomice, Wola Łabęcka.
W roku 1788 w trybunale radomskim kończy się trwający blisko 100 lat spór pomiędzy zakonami Cystersów i Benedyktynów. Za zgodą obu stron miało nastąpić rozgraniczenie posiadłości  Krzyżowa Wola przeszła na własność Benedyktynów świętokrzyskich

## Architektura wczesnych kościołów cysterskich
Pierwsze fundacje klasztorów cysterskich w Polsce przypadają na koniec I połowy i II połowę XII wieku. Powstają wówczas:
- Jędrzejów (fundowany w 1141-1149),
- Łekno (fund. 1153),
- Kołbacz (fund. 1173),
- Ląd (fund. 1175?),
- Lubiąż (fund. 1175),
- Sulejów (fund. 1176-77),
- Wąchock (fund. 1179),
- Koprzywnica (fund. 1185)
- Oliwa (fund. 1186).

Czas wznoszenia opactw nie pokrywał się zawsze z datą jego fundacji. Równolegle z wielkopolskimi wznoszono pierwsze obiekty klasztorne w Małopolsce. Okres intensywnych prac budowlanych przypada tu na końcowe lata XII wieku oraz I połowę XIII wieku. Zabudowy czterech filii burgundzkiego Morimondu wzniesione zostały przy użyciu miejscowego piaskowca oraz techniki ceglanej.
Rozplanowanie świątyń cysterskich w Małopolsce pokrywa się z klasycznym, bernardyńskim typem filarowej bazyliki transeptowej, o prosto zamkniętym prezbiterium, ujętym po bokach kaplicami. O charakterze wnętrz decydują ciężkie, lekko tylko załamane gurty, dzielące żebrowe sklepienia na przęsła, wsparte na nadwieszonych służkach, co jest luminescencją kościołów burgundzkich (Opactwo Fontenay), wprowadzono jednak w Małopolsce ostrołukowe sklepienia krzyżowo-żebrowe z ornamentalnie potraktowanymi zwornikami. Zachowano jednocześnie romański charakter wnętrz, podkreślony rytmem przysadzistych półkolistych arkad międzynawowych i wyrazistym gzymsem odcinającym sferę sklepienną stanowiącym mocny akcent poziomy. Ciężar ostrołukowych żeber sklepiennych przejmują zewnętrzne skarpy.

## Kościół św. Floriana
Plan kościoła nawiązuje do tzw. planu bernardyńskiego, czyli plan bazylikowy o trzech nawach, z transeptem i płytkim, prosto zamkniętym prezbiterium, flankowanym przez prostokątne kaplice umieszczone przy transepcie.
Po raz pierwszy w Polsce zastosowano system sklepień krzyżowo-żebrowych. Architektura cysterska w tym czasie na terenie Małopolski wyróżnia się: poprawnością proporcji, dyskretnym zaakcentowaniem podziałów horyzontalnych za pomocą gzymsów i przepasek wydzielających sferę okienną od arkadowej oraz rytmizujące je elementy wertykalne: półkolumny i podwieszone służki podtrzymujące sklepienia (podobne rozwiązanie w Sulejowie, Koprzywnicy i Wąchocku).
W Wąchocku podstawowym materiałem był kamień. Bloki szarożółtego i brunatno-czerwonego piaskowca ułożono pasami, uzyskując w ten sposób interesujący efekt optyczny. Pojawia się również cegła, której użyto do konstruowania części żeber sklepiennych.

### Wystrój rzeźbiarski
Rzeźba architektoniczna koncentrowała się na głowicach półkolumn i służek wspierających żebra sklepienne oraz na zwornikach i bazach kolumn. Zgodnie z zaleceniami Kapituły Generalnej z 1134 zabraniającej rzeźb i malowideł figuralnych oraz barwnych witraży dominuje ornament roślinny i abstrakcyjno-geometryczny. Mimo to pojawiają się sporadycznie przedstawienia figuralne. W Wąchocku pojawia się rzadko występujący motyw uskrzydlonej postaci Chrystusa a w kapitularzu bazy czterech kolumn ozdobiono wizerunkami wilków, lwów, gołębi i smoków.
Opracowanie rzeźbiarskie wąchockiego klasztoru wyraźnie wyróżnia się na tle małopolskich opactw cysterskich z tego samego okresu, które wyróżniają finezyjne sercowate sploty wici akantowych i latorośli, między którymi umieszczono palmety i kuliste pąki. Potwierdzone jest także, że rzeźbione ornamenty pokryte były polichromią. W Wąchocku znajdowała się dekoracja malarska naśladująca układ ciosów, malowana na zasadzie pozornych spoin, nie zawsze pokrywających się z rzeczywistością. Barwnymi spoinami pokryto również żebra sklepienne zachowane we fragmentach w refektarzu wąchockim. Ściany refektarza pierwotnie pokryte były także dekoracją malarską wykorzystującą motywy stylizowanych kwiatów lilii, wici palmetowych i figur geometrycznych. Bliskość formalna kościołów w Jędrzejowie, Koprzywnicy, Sulejowie i Wąchocku jest wynikiem czerpania przez ich budowniczych ze wspólnego źródła form architektonicznych bezpośrednio z Burgundii bądź pośrednio przez Italię, która uważana jest za enklawę infiltracji ze środowiska burgundzkiego.

### Warsztat rzeźbiarsko-kamieniarski
W Wąchocku działał zespół kamieniarzy włoskich, którzy ze względów dekoracyjnych zastosowali dwubarwny wątek z piaskowców szarego i czerwonego układane przemienne w poziome pasy. Opactwo, założone zostało jako bezpośrednia filia Morimondu, nie posiadało nigdy obsady czysto włoskiej. Zespół włoskich kamieniarzy pod kierownictwem budowniczego, być może szkolonego w Burgundii, przybył tu zapewne w ramach międzynarodowej współpracy istniejącej w obrębie zakonu.

## Klasztor
Klasztor został wybudowany po południowej stronie kościoła. Jego układ jest oparty na schematach wykształconych już w pierwszych klasztorach benedyktyńskich, tzn. wokół głównego wewnętrznego dziedzińca – wirydarza, który otacza krużganek komunikacyjny. Składa się z trzech skrzydeł: wschodnie na przedłużeniu południowego transeptu, w którym mieściły się armarium, kapitularz, karcer dla mnichów, klatka schodowa (sień) prowadząca na pierwsze piętro, gdzie się znajduje dormitorium, dalej na parterze – audytorium i sala opacka oraz fraternia. Na jednokondygnacyjnym skrzydle południowym znajdowały się refektarz ustawiony prostopadle do osi krużganka, ogrzewalnia (calefactorium) i kuchnia, natomiast zachodnia część przeznaczona była na magazyny i pomieszczenia konwersów.
Elewacje artykułowały lizeny, gzyms cokołowy oraz fryz arkadkowy. Lico muru ograniczało się jedynie do szarego piaskowca, jak można odczytać z zachowanych fragmentów.

### Kapitularz
Kapitularz, mający pierwotny wystrój, został wybudowany na rzucie kwadratowym. Jego sklepienia podzielono na dziewięć pól spoczywających na czterech wolno stojących kolumnach oraz przyściennych wspornikach. W ścianie wejściowej znajdowały się wejście pośrodku oraz po jego bokach po jednym przeźroczu okiennym w formie biforium zwieńczonym kamiennym maswerkiem półkolistym, którego arkady opierają się o środkową kolumienkę i boczne półkolumienki. W podłuczach arkadek przeźrocza pojawia się odmiana warkoczowa ornamentu plecionkowego wpisana w obramienie w formie prostokąta. Kapitel środkowej kolumienki zdobi krzyż palmetowy, tzw. crux florida, natomiast kapitele bocznych półkolumienek – rozmieszczony w trzech strefach ornament liściasty. Natomiast przeciwległą ścianę akcentuje triada otworów okiennych. Środkowe to bogato rozglifiona rozeta, a po jej obu stronach symetrycznie ustawione podłużne okna.
W tym pomieszczeniu został ukazany szczególnie bogaty program formalny opracowania ornamentalnego, który zdobi kapitele i bazy kolumn, a także wsporniki. Głowice typu koszowego z wysoko profilowanym abakusem dźwigającym żebra i wałkowate gurty.
Wsporniki także charakteryzuje bogate opracowanie rzeźbiarskie. Na ścianie północnej wsporniki ograniczają się do motywów roślinnych takich jak: umieszczone w trzech strefach jedna nad drugą prążkowane pionowo liście, motyw długich liści o blaszkach na przemian wklęsłych i wypukłych oraz koncepcja trójkątnego liścia palmetowego przewiązanego wstęgą o potrójnie żłobkowanej łodydze o profilu półkolistym. Ścianę południową zdobią wsporniki, w których pojawia się element animalistyczny.

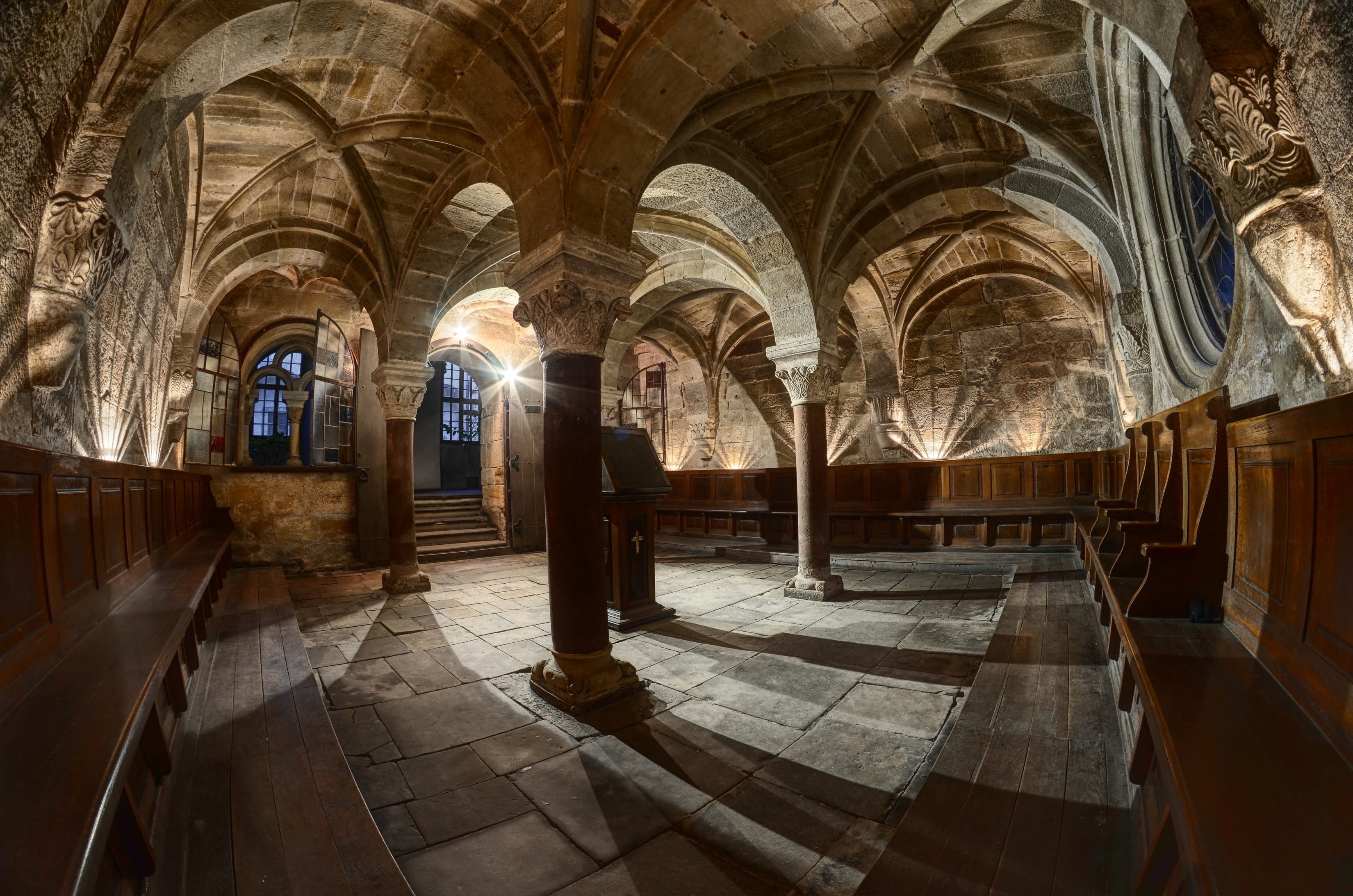
Kapitularz klasztorny
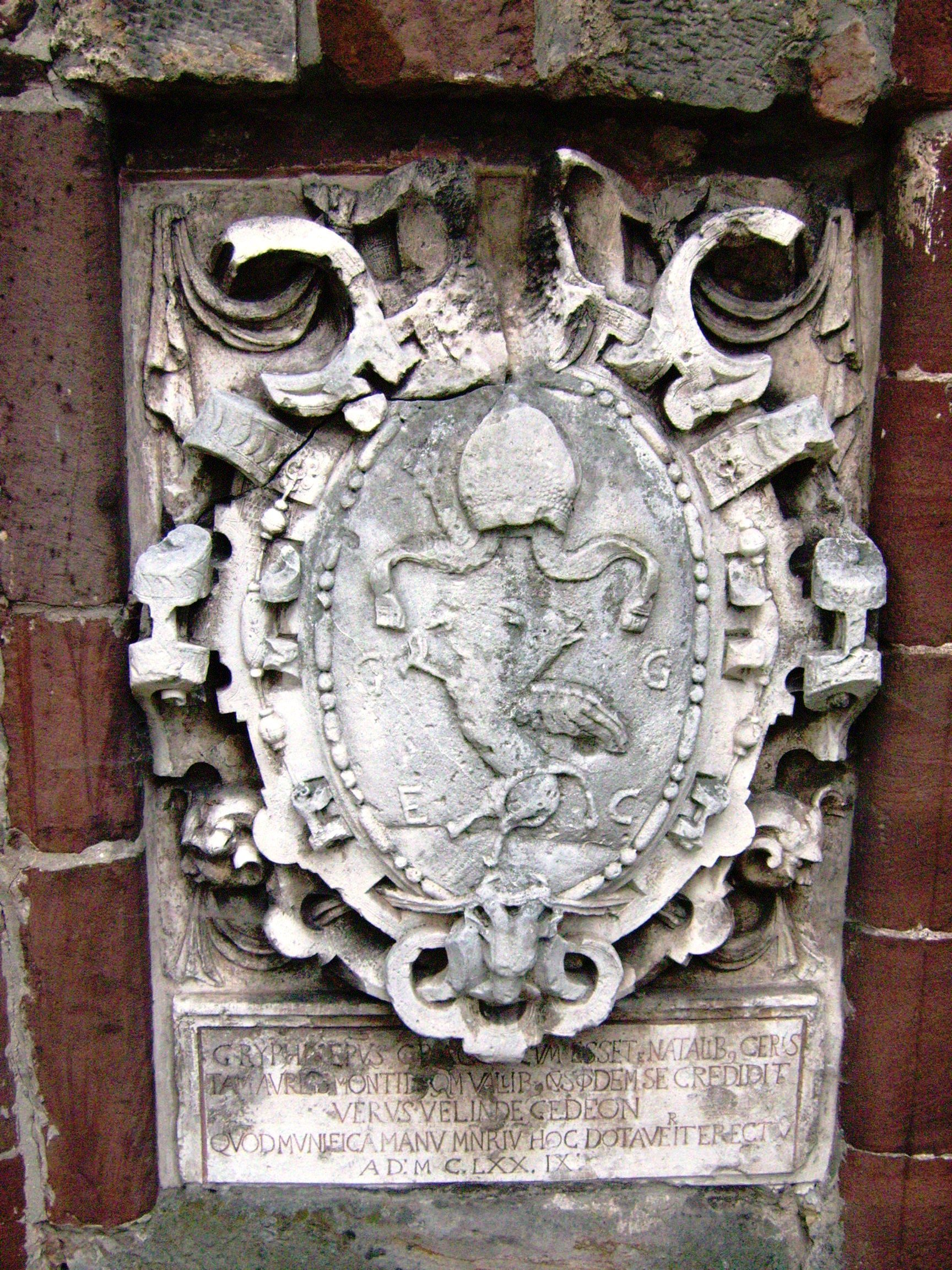
Tablica erekcyjna bpa Gedko
Herb biskupa Gedko
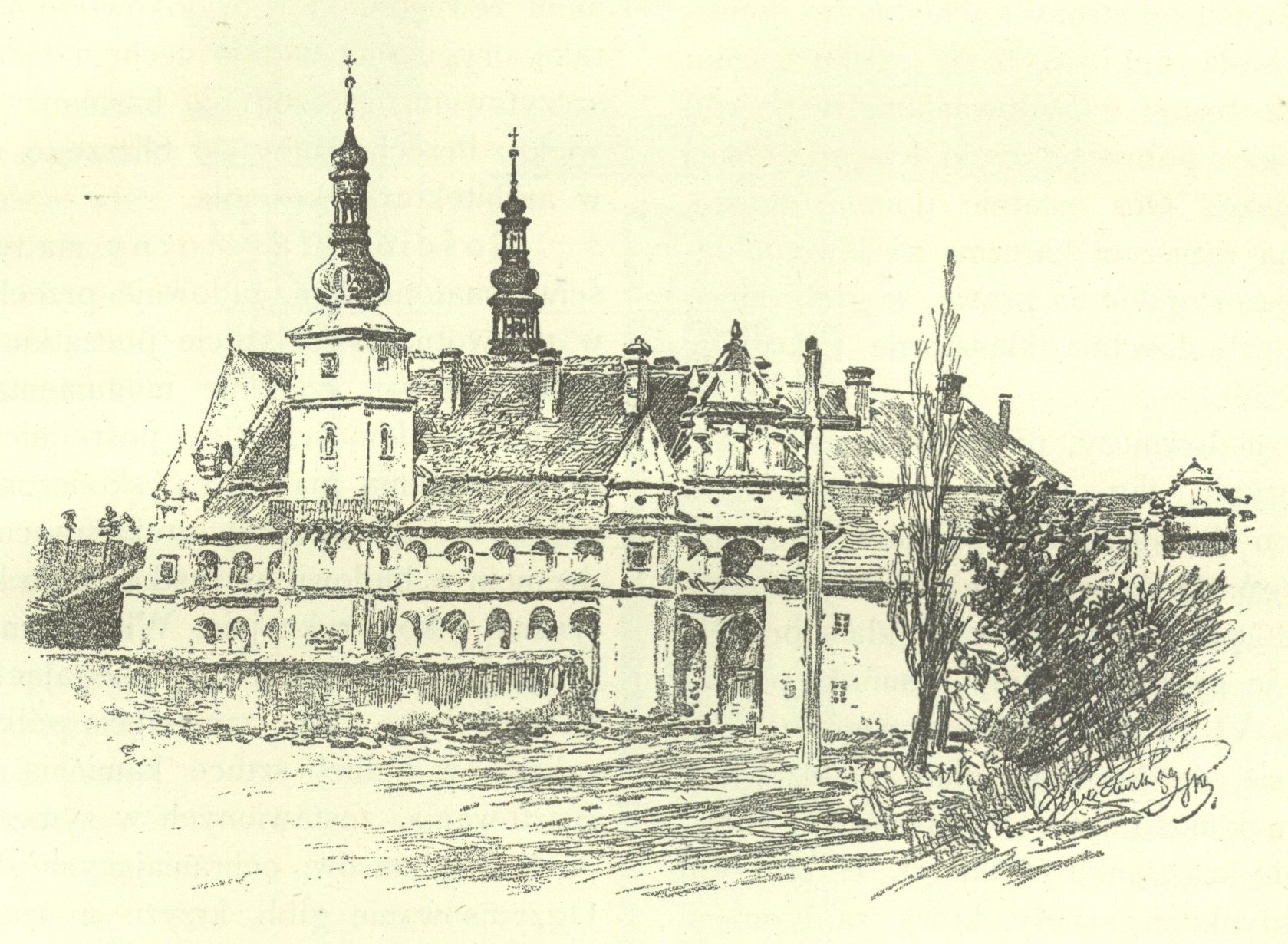
Klasztor przed 1892
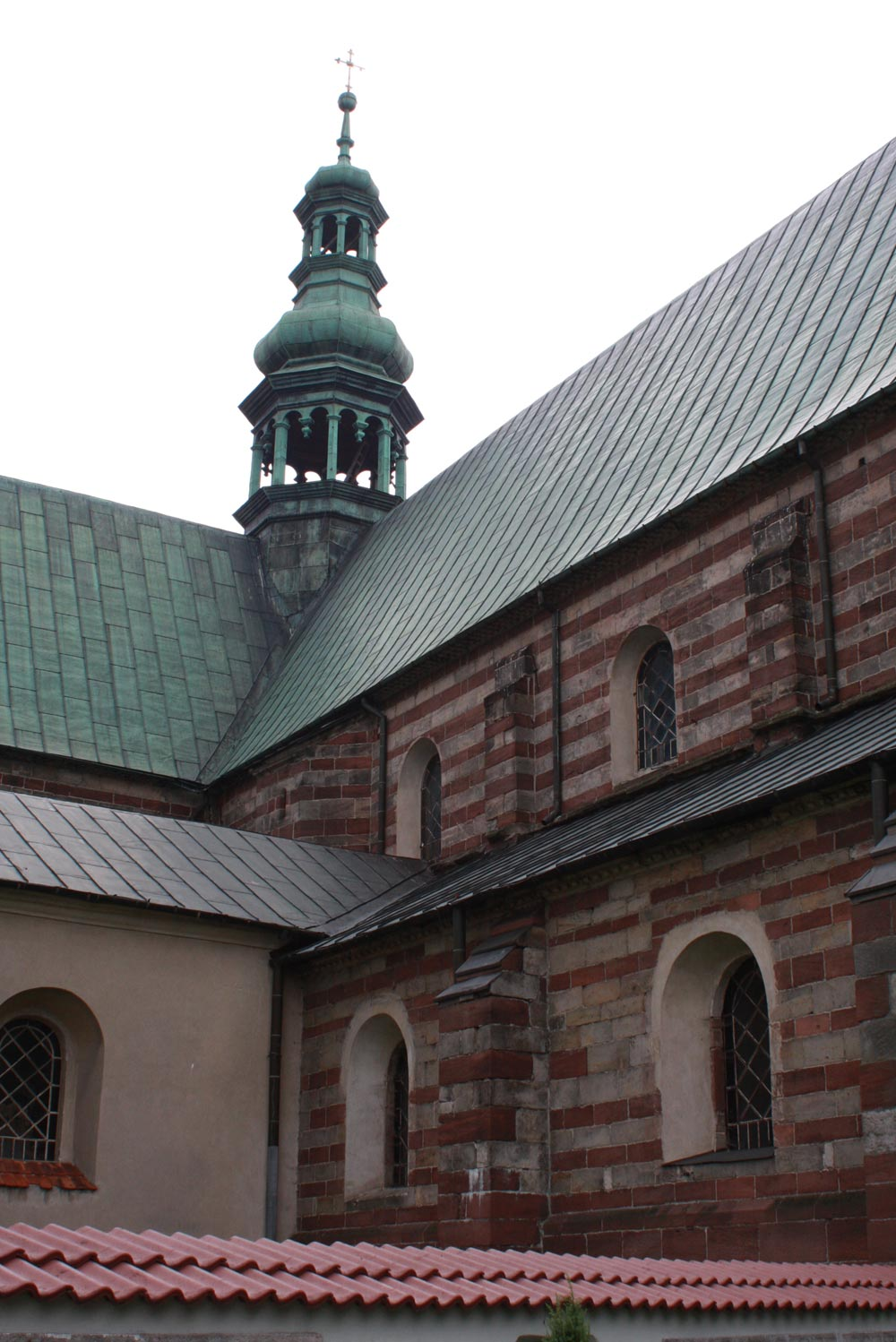
Skrzyżowanie naw kościoła
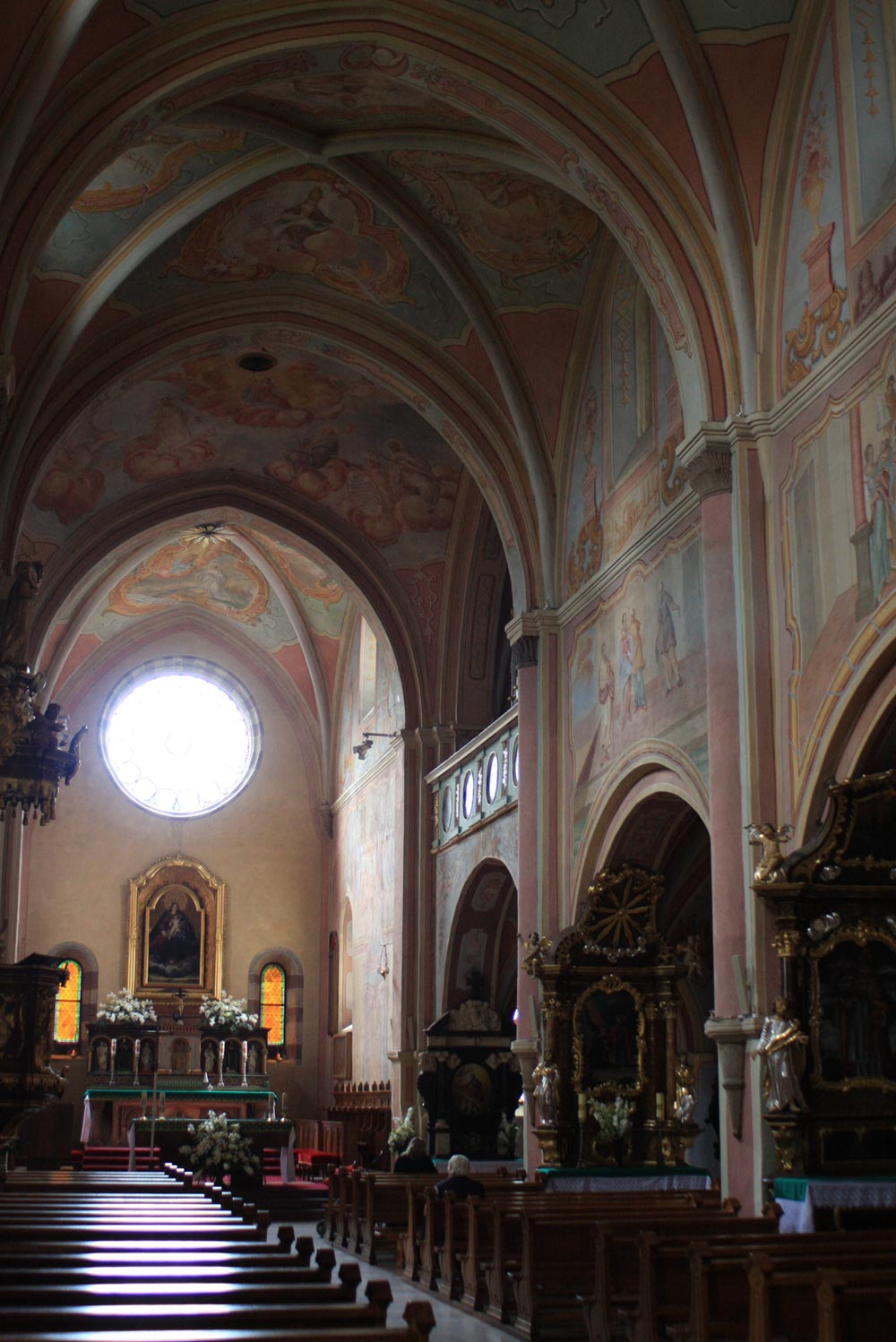
Nawa główna kościoła

### Refektarz
Refektarz, wspólna jadalnia zakonników z wczesnogotyckimi elementami na prostokątnym planie. Zajmuje część środkową południowego skrzydła. Pomieszczenie jest trzyprzęsłowe o sklepieniu krzyżowo-żebrowym o gurcie ostrołukowym. Ścianę południową zdobi triada otworów o różnych wymiarach okien.
Te reprezentacyjne pomieszczenia w claustrum pokryte były niegdyś polichromią, wykorzystującą motywy stylizowanych kwiatów lilii, wici palmetowych i figur geometrycznych.
Opracowanie rzeźbiarskie ogranicza się do płaskorzeźb na wspornikach, w którym pojawia się wyłącznie ornament roślinny z wyjątkiem wspornika przyściennych w kształcie głowy mnicha. Ten pierwszy operuje szczególnie różnymi odmianami palmet i półpalmet oraz stylizowanych lilii, również drzewka z półpalmetami w miejsce liści.
W Wąchocku znajdowała się dekoracja malarska naśladująca układ ciosów, malowana na zasadzie pozornych spoin, nie zawsze pokrywających się z rzeczywistością. Barwnymi spoinami pokryto również żebra sklepienne zachowane we fragmentach w refektarzu wąchockim.

### Fraternia
Fraternia zwana salą braci – sala robót mnichów jest pomieszczeniem na planie kwadratu (7,8 x 7,8 m) o sklepieniu palmowym. Na czworobocznym centralnym filarze podtrzymują się gurty i cztery pola sklepienia żebrowo-krzyżowego wspierane także na półfilarach przyściennych i narożnych wspornikach. Pierwotna posadzka została podwyższona, dlatego zostały przysłonięte bazy filarów. Potwierdzone jest także, że rzeźbione ornamenty pokryte były polichromią.

## Przebudowa barokowa
Rozszerzono górne piętra o przestrzeń nad krużgankami w celu urządzenia cel dla zakonników. Przesklepiono wyżej krużganki. Filary od wnętrza krużganków zostały wzmocnione skarpami. Na przecięciu naw zbudowano w tym czasie ażurową sygnaturkę. Nad skarpą zachodnią wyryto rok ukończenia prac w 1666 r. Klasztor otrzymał nowe skrzydło zachodnie o charakterze architektury pałacowej. Elewacja zachodnia o symetrycznym planie flankowana ośmiobocznymi narożnymi wieżyczkami z centralnie usytuowaną wieżą. Elewacje zachodnia i południowa otrzymały podwójny rząd wnękowych arkad. Szczyty skrzydeł otrzymały późnorenesansowe attyki, nawiązujące do budownictwa jezuickiego – Collegium Gostomianum w Sandomierzu.

## Działalność kulturotwórcza klasztoru w dobie obecnej
Od 2011 roku opactwo jest gospodarzem koncertów i międzynarodowych festiwali muzycznych Muzyka w Opactwie Bach u Cystersów. Muzyka rozbrzmiewa w posiadającym doskonałe warunki akustyczne kościele przyklasztornym. Do artystów zaproszonych na festiwal należą: Trinity Boys Choir, Warszawscy Soliści Concerto Avenna pod dyrekcją Andrzeja Mysińskiego, Marcin Zdunik, Aleksander Dębicz, Urszula Kryger, Arkadiusz Krupa, Christine Schornstein, Krzysztof Janowicz. Organizatorem koncertów jest współpracująca z opactwem Fundacja Wspierania Kultury Magna Res.